# يقطوم متبادل الأوراق
يقطوم متبادل الأوراق (الاسم العلمي: Telephium alternifolium) هي نوع نباتي يتبع جنس اليقطوم من فصيلة القرنفلية.